# Løgumkloster
Løgumkloster (en alemán: Lügumkloster) es una localidad del sur de Dinamarca, en la península de Jutlandia, con 3.665 habitantes en 2012. Pese a su escasa población, tiene la distinción histórica de ciudad comercial (købstad). Pertenece al municipio de Tønder y a la región de Dinamarca Meridional.
El nombre de la ciudad proviene de las raíces Løghar, nombre como era conocido originalmente el lugar y que significa aproximadamente "zona de humedales" o "zona pantanosa", y de kloster, que significa "monasterio". En el lugar estuvo el monasterio cisterciense de Løgum desde finales del siglo XII hasta el siglo XVI, que perteneció a la entonces diócesis católica de Ribe.
Con la secularización de las tierras del monasterio, Løgumkloster fue sede administrativa provincial. En 1614 el duque Juan Adolfo de Holstein-Gottorp construyó aquí un palacio.
Durante el siglo XIX la ciudad fue un centro de comercio de encaje, y posteriormente de ganado equino. Løgumkloster fue una localidad alemana entre 1867 y 1920. En los plebiscitos de Schleswig, la mayoría de la población, por estrecho margen, se inclinó por regresar a soberanía danesa.
Løgumkloster fue sede de su propio municipio entre 1970 y 2007. En este último año se integró, junto con 5 municipios en el nuevo municipio de Tønder.
Løgumkloster es una localidad agrícola, y es sede de varias asociaciones agrarias y de empresas del ramo.